# مرکز بین‌المللی فیزیک نظری

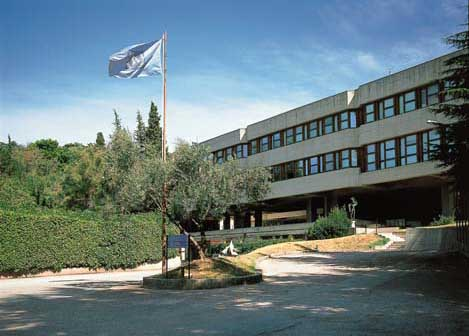
ساختمان اصلی مرکز بین‌المللی فیزیک نظری

مرکز بین‌المللی فیزیک نظری عبدالسلام (به اختصار ICTP) نام مرکزی علمی-آموزشی است که عبدالسلام دانشمند پاکستانی و برنده جایزه نوبل فیزیک، در سال ۱۹۶۴ در ده کیلومتری شهر تریسته ایتالیا تأسیس کرد. این مرکز تحت توافقنامه سه جانبه میان دولت ایتالیا، یونسکو و آژانس بین‌المللی انرژی اتمی (IAEA) فعالیت می‌کند.
هدف این مرکز توسعه و ایجاد انگیزه در تحقیق و تحصیل رشته‌های پیشرفته به ویژه در کشورهای در حال توسعه است. با وجود این‌که نام اولیه مرکز کماکان حفظ شده است، فعالیت‌های آن اکثر جنبه‌های علم فیزیک و کاربردهای آن را در بر می‌گیرد.

## مأموریت
- تقویت مطالعات و پژوهش‌های پیشرفته در علوم فیزیکی و ریاضی به ویژه با پشتیبانی از کشورهای در حال توسعه
- توسعه برنامه‌های علمی سطح بالا با در نظر داشتن نیازهای کشورهای در حال توسعه و تأمین پایگاهی بین‌المللی برای ارتباطات علمی بین دانشمندان تمام کشورها
- اجرای پژوهش در بالاترین استانداردهای بین‌المللی و ایجاد محیط مساعد پژوهشی برای تمام جامعه ICTP

## موسسات همکار
فعالیت‌های علمی در این مرکز در ارتباط تنگاتنگ با موسسات منطقه تریسته انجام می‌پذیرد:
- بخش فیزیک نظری دانشگاه تریست
- مرکز بین‌المللی علوم و فناوری (ISC)
- مؤسسه ملی فیزیک هسته‌ای (INFN)
- مدرسه بین‌المللی مطالعات پیشرفته (SISSA)
- فرهنگستان علوم جهان در حال توسعه (TWAS)